# Étalans
Étalans és un municipi francès situat al departament del Doubs i a la regió de Borgonya - Franc Comtat. L'any 2007 tenia 1.089 habitants.

## Demografia

### Població
El 2007 la població de fet d'Étalans era de 1.089 persones. Hi havia 388 famílies de les quals 92 eren unipersonals (42 homes vivint sols i 50 dones vivint soles), 115 parelles sense fills, 146 parelles amb fills i 35 famílies monoparentals amb fills.
La població ha evolucionat segons el següent gràfic:
Habitants censats

### Habitatges
El 2007 hi havia 429 habitatges, 388 eren l'habitatge principal de la família, 11 eren segones residències i 29 estaven desocupats. 356 eren cases i 70 eren apartaments. Dels 388 habitatges principals, 281 estaven ocupats pels seus propietaris, 103 estaven llogats i ocupats pels llogaters i 5 estaven cedits a títol gratuït; 3 tenien una cambra, 22 en tenien dues, 45 en tenien tres, 87 en tenien quatre i 231 en tenien cinc o més. 350 habitatges disposaven pel capbaix d'una plaça de pàrquing. A 165 habitatges hi havia un automòbil i a 194 n'hi havia dos o més.

### Piràmide de població
La piràmide de població per edats i sexe el 2009 era:
| Homes | Edats   | Dones |
| ----- | ------- | ----- |
| 0     | 95 o +  | 4     |
| 4     | 90 a 94 | 4     |
| 0     | 85 a 89 | 12    |
| 4     | 80 a 84 | 12    |
| 16    | 75 a 79 | 12    |
| 16    | 70 a 74 | 20    |
| 12    | 65 a 69 | 20    |
| 24    | 60 a 64 | 16    |
| 36    | 55 a 59 | 20    |
| 16    | 50 a 54 | 24    |
| 40    | 45 a 49 | 20    |
| 36    | 40 a 44 | 60    |
| 44    | 35 a 39 | 32    |
| 24    | 30 a 34 | 36    |
| 48    | 25 a 29 | 36    |
| 24    | 20 a 24 | 16    |
| 12    | 15 a 19 | 24    |
| 32    | 10 a 14 | 28    |
| 44    | 5 a 9   | 36    |
| 60    | 0 a 4   | 24    |

## Economia
El 2007 la població en edat de treballar era de 700 persones, 488 eren actives i 212 eren inactives. De les 488 persones actives 464 estaven ocupades (249 homes i 215 dones) i 24 estaven aturades (9 homes i 15 dones). De les 212 persones inactives 65 estaven jubilades, 42 estaven estudiant i 105 estaven classificades com a «altres inactius».

### Ingressos
El 2009 a Étalans hi havia 400 unitats fiscals que integraven 1.075 persones, la mediana anual d'ingressos fiscals per persona era de 18.230 €.

### Activitats econòmiques
Dels 53 establiments que hi havia el 2007, 1 era d'una empresa extractiva, 2 d'empreses alimentàries, 1 d'una empresa de fabricació d'elements pel transport, 5 d'empreses de fabricació d'altres productes industrials, 7 d'empreses de construcció, 14 d'empreses de comerç i reparació d'automòbils, 3 d'empreses de transport, 2 d'empreses d'hostatgeria i restauració, 1 d'una empresa financera, 4 d'empreses de serveis, 6 d'entitats de l'administració pública i 7 d'empreses classificades com a «altres activitats de serveis».
Dels 17 establiments de servei als particulars que hi havia el 2009, 1 era una oficina de correu, 5 tallers de reparació d'automòbils i de material agrícola, 1 paleta, 2 fusteries, 2 lampisteries, 2 electricistes, 3 perruqueries i 1 restaurant.
Dels 4 establiments comercials que hi havia el 2009, 2 eren botiges de menys de 120 m², 1 una botiga de menys de 120 m² i 1 una botiga d'electrodomèstics.
L'any 2000 a Étalans hi havia 21 explotacions agrícoles que ocupaven un total de 1.232 hectàrees.

## Equipaments sanitaris i escolars
L'únic equipament sanitari que hi havia el 2009 era una farmàcia.
El 2009 hi havia una escola elemental integrada dins d'un grup escolar amb les comunes properes formant una escola dispersa.

## Poblacions més properes
El següent diagrama mostra les poblacions més properes.